# Santa Cruz del Zulia (paroisse civile)
Pour les articles homonymes, voir Santa Cruz.
Ne doit pas être confondu avec Santa Cruz del Zulia (Venezuela).
Santa Cruz del Zulia est l'une des cinq paroisses civiles de la municipalité de Colón dans l'État de Zulia au Venezuela. Son chef-lieu est la localité de Santa Cruz del Zulia.